# Linț (okręg Marusza)
Linț – wieś w Rumunii, w okręgu Marusza, w gminie Chețani. W 2011 roku pozostawała niezamieszkana.